# Crkva sv. Kuzme i Damjana u Hvaru
Crkva sv. Kuzme i Damjana nalazi se u gradu Hvaru.

## Opis
Jednobrodna crkva s pravokutnom apsidom. Nastala je u drugoj polovini u 16. stoljeća preuređenjem romaničke kuće od koje su sačuvana dva prozora sa srpastim lukom na južnom pročelju. Zaključena je zvonikom na preslicu. Pored svoje vrijednosti kao sakralna arhitektura, građevina je jedina sačuvana romanička kuća u Hvaru. U crkvi je sačuvana oltarna pala s portretom donatora, don Alviža Ivanića.

## Zaštita
Pod oznakom Z-5044 zavedena je kao nepokretno kulturno dobro - pojedinačno, pravna statusa zaštićena kulturnog dobra, klasificirano kao "sakralna graditeljska baština".